# Чжурчжэньское письмо
Чжурчжэньское письмо́ (чжур.:  dʒu ʃə bitxə) — письменность, использовавшаяся для записи чжурчжэньского языка в XII—XIII веках. Оно было создано Ваньянь Сиинем на основе киданьского письма, которое, в свою очередь, образовано от китайского, дешифровано частично. Входит в китайскую семью письменностей
В чжурчжэньской письменности было около 720 знаков, среди которых есть логограммы (обозначают только значение, не имея отношения к звучанию) и фонограммы. В чжурчжэньском письме также имеется система ключей, аналогичная китайской; знаки сортировали по ключам и количеству черт.
Чжурчжэни — предки маньчжуров, однако маньчжурское письмо основано не на чжурчжэньском, а на старомонгольском.

## История

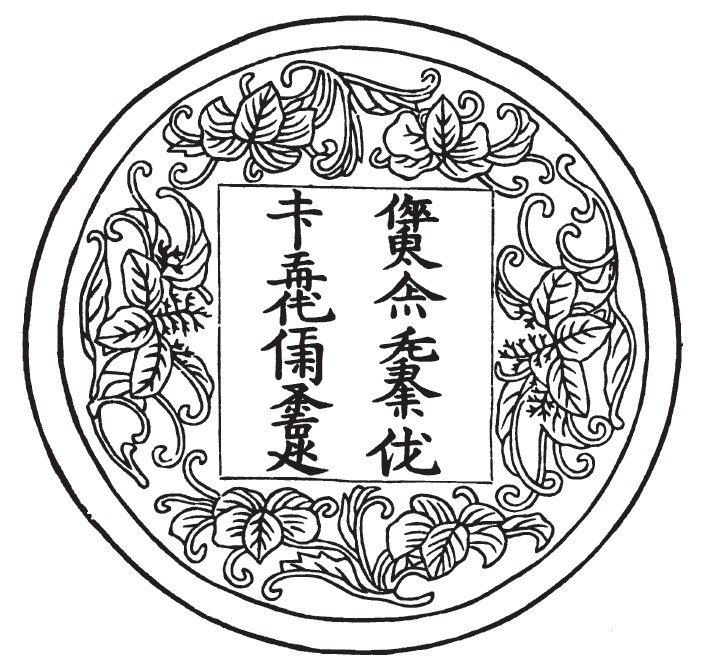
Медальон с чжурчжэньским переводом китайского стиха «Просвещённый правитель осторожен и добродетелен. Четыре варварских племени он привечает как гостей»).

Когда чжурчжэни восстали против киданьской династии Ляо и основали династию Цзинь в 1115 году, они пользовались киданьским письмом. В 1119 или 1120 году Ваньянь Сиинь, «канцлер» ранней Цзинь по приказу императора Агуды изобрёл большое чжурчжэньское письмо.
О создании малого чжуружэньского письма было объявлено в 1138 году, причём утверждалось, что придумал его сам император Хэла. Согласно Цзинь ши, в 1145 году малое чжурчжэньское письмо было официально использовано в первый раз.
Информация о не переводных книгах на чжурчжэньском отсутствует, но в правление императора Улу (1161—1189) на чжурчжэньское письмо было переведено множество китайских книг. Переводческая кампания началась в 1164 году; среди текстов были конфуцианские и даосские классические произведения, истории и тексты к императорским экзаменам. Ни одного фрагмента этих книг не сохранилось.
Большинство примеров текстов на чжурчжэньском письме — эпиграфии и короткие надписи на печатях, зеркалах, керамике, стенах и прочее. На 1989 год было известно девять надписей, самая известная и ранняя из которых — на задней стороне стелы кит. трад. 大金得勝陀頌碑, упр. 大金得胜陀颂碑, пиньинь dàjīn déshèngtuó sòngbēi, палл. дацзинь дэшэнто сунбэй, возведённой в 1185, в правление Ваньяня Улу, в память о победе Ваньяня Агуды над династией Ляо. Судя по всему, это сокращённый перевод китайской надписи на передней части стелы. Однако не датированная надпись из уезда Кёнвон, находящегося на территории современной Северной Кореи, считается созданной между 1138 и 1153 годами. Единственная надпись, датированная временем после падения Цзинь, находится на стеле в храме Юннин, возведённой в 1413 году минским адмиралом Ишихой на холме близ посёлка Тыр в низовьях Амура.
До 1968 года считалось, что фрагментов текстов, записанных чжурчжэньским письмом на бумаге или шёлке, не сохранилось. В том году Е. И. Кычанов обнаружил среди тангутских бумажных документов в ленинградском филиале Института востоковедения РАН (ныне Институт восточных рукописей РАН) два листа бумаги с чжурчжэньским текстом, датируемые 1217 годом. В 1990 году Герберт Франке (вероятно, не знавший о Нюйчжэнь цзышу) описывает ленинградскую находку как уникальную недешифрованную. В 1979 году китайские учёные Лю Цзуйчан и Чжу Цзеюань сообщили о сенсационной находке — 11-страничном документе, написанном чжурчжэньским письмом, обнаруженном в основании одной из стел сианьского музея. В манускрипте 237 строк, около 2300 знаков. Предполагается, что это копия Нюйчжэнь цзышу (кит. трад. 女真字書, упр. 女真字书, «книга чжурчжэньских символов») авторства Ваньянь Сииня. Согласно данным обнаруживших манускрипт исследователей, это учебник, содержащий список написанных крупно знаков, каждый из которых обозначает слово. Он отличается от эпитафий, в которых также встречаются иероглифы, записывающие звуки фонетически.
Чжурчжэньский был довольно хорошо известен в народе, свидетельством чему являются многочисленные граффити (в большинстве не дешифрованные), оставленные чжурчжэнями в пагоде Бай Та в Хух-Хото.
Письменность стала забываться после свержения Цзиней монголами, однако о том, что полного забвения не произошло, говорят находки надписей на ней, датированные годами правления династии Мин: на стеле в Тыре (1413 года) и в «Китайско-чжурчжэньском словаре», являющемся частью многоязычного «Китайско-варварского словаря» (кит. трад. 華夷譯語, упр. 华夷译语, пиньинь huáyí yìyǔ, палл. хуаи июй), созданного Минским бюро переводчиков (кит. трад. 四夷馆, упр. 四夷舘, пиньинь sìyíguǎn, палл. сыигуань).
Во времена династий Юань и Минь на чжурчжэньском продолжали говорить в Маньчжурии, на его основе образовался маньчжурский язык, письменность для которого, однако, была основана на монгольском письме.

## Структура письменности
Чжурчжэньское письмо создавалось на основе киданьского письма, которое, в свою очередь, родственно китайским иероглифам. Многие знаки чжурчжэньского письма были заимствованы из китайского (семантическое и фонетическое заимствование) и внешне похожи на китайские и/или киданьские. Лишь небольшая часть знаков родственна символам малого киданьского письма, однако идея использования фонетических иероглифов для записи изменяемой части слова, вероятно, была заимствована оттуда.
Знаки чжурчжэньского письма можно разделить на две группы:
- идеографические, которыми записывают:
  - целое слово (1—3 слога),
  - первые 1—2 слога слова;
- фонетические знаки, которыми обычно записываются слоги вида «согласный-гласный», глагольное окончание или гласный звук[20].

Граница между группами была нечёткой, так как некоторые идеограммы использовались и как фонетики.
Развитие письменности можно проследить, сравнивая Нюйчжэнь цзышу с более поздними документами. Письмо становилось из идеографического идеограммно-фонетическим, многие слова, записывавшиеся изначально одним знаком, стали позже писать двумя или тремя; иероглифы, которыми записывали целое слово, стали означать лишь его начало.

## Изучение
Из-за недостаточного количества известных образцов чжурчжэньского письма учёным XIX (и иногда XX) века часто было затруднительно определить, малое ли перед ними письмо, или большое, и вообще — чжурчжэньское ли оно. Из-за этого документ «Дацзинь хуанди дотун цзинлюэ ланцзюнь синцзи» (кит. трад. 大金皇帝都統經略郎君行記, упр. 大金皇帝都统经略郎君行记, пиньинь dàjīn huángdì dōutǒng jīnglüè lángjūn xìngjì) считался написанным чжурчжэньским письмом, пока в 1922 году бельгийский миссионер Л. Кервин (фр. L. Kervyn) не обнаружил могилы императоров Ляо в Цинлине, где на эпитафии императору Син-цзуну и его супруге Жэньи использовано то же письмо с китайским подстрочником. По этому документу было обнаружено киданьское письмо, и «Дацзинь хуанди…» оказался написанным недешифрованным киданьским письмом, а не чжурчжэньским, и, скорее всего, на киданьском языке.
Первая работа по чжурчжэньскому письму принадлежит Вильгельму Грубе.

## Малое письмо
У чжурчжэньского письма было две разновидности: «большое», созданное в 1120 по приказу Агуды, и «малое», авторство которого приписывается Сицзуну. Тем не менее, все известные надписи чжурчжэньским письмом, включая китайско-чжурчжэньский словарь (кит. трад. 女真譯語, пиньинь nǚzhēn yìyǔ, палл. нюйчжэнь июй), выполнены одним и тем же видом, близким к киданьскому большому письму.
Дэниэл Кейн предположил, что большое и малое письмо являются частью письменного континуума: большое письмо было ранней разновидностью (пример — Нюйчжэнь цзышу, кит. трад. 女真字書, пиньинь nǚzhēn zìshū, обнаруженный в Сиане в 1979 году); а малое письмо — более поздней, примером её является запись о сдавших императорские экзамены, кит. трад. 女真進士題名碑, упр. 女真进士题名碑, пиньинь Nǚzhēn jìnshì tímíng bēi, палл. нюйчжэнь цзиньси тимин бэй, и китайско-чжурчжэньский словарь. Хотя в обеих формах используется почти одинаковый набор знаков, по позднему письму видно, что у знаков появились фонетические значения, ими начали записывать окончания слов.
С другой стороны, историк Айсинь Гиоро Улхичунь считает, что малое письмо было переработанным малым киданьским. В 1970-е было обнаружено несколько золотых и серебряных пайцза с одним и тем же текстом, вероятно, записанным малым киданьским письмом, и Айсинь Гиоро исследовала их. Она утверждает, что это малое чжурчжэньское письмо, которое использовалось только последние пять лет правления её создателя, а после его убийства уступило более известному большому письму.